# Ju ji shou
Ju ji shou (chinês simplificado: 狙击手, pinyin: Jūjīshǒu, "Sniper", "Snipers" ou "Sharpshooter" em tradução livre) é um filme de guerra chinês de 2022 dirigido por Zhang Yimou e sua filha Zhang Mo, e estrelado por Zhang Yu, Chen Yongsheng e Zhang Yi. O filme é baseado em um relato ficcional da história da vida real de Zhang Taofang, um sniper chinês que lutou contra soldados americanos na Guerra da Coréia. O filme estreou na China em 1º de fevereiro de 2022, para comemorar o Dia do Exército Popular de Libertação.

## Sinopse
No inverno de 1952, o 5º Grupo de Combate da 8ª Companhia liderado pelo atirador de elite Liu Wenwu é encarregado de resgatar o oficial de inteligência Liang Liang, que foi emboscado por tropas americanas. Eles encontram seu camarada no meio do campo de batalha gelado, onde ele aparentemente foi deixado para morrer, apenas para perceber que seu corpo foi colocado lá como isca. Tendo acumulado muitos abates, Liu foi apelidado de “O Ceifador” em reportagens da imprensa e o enfurecido comandante americano Jack está determinado a capturá-lo.

## Elenco
- Zhang Yu: Liu Wenwu, comandante do 5º Grupo de Combate
- Chen Yongsheng: Zhang Dayong
- Zhang Yi: Comandante da Companhia (participação especial)
- Liu Yitie
- Lin Boyang
- Kenan Heppe
- Kevin Lee
- Wang Zi Yi
- Chen Ming Yang
- Wang Naixun
- Cheng Hong Xin
- Liu Haocun
- AJ Donnelly

## Produção
As filmagens começaram na montanha Paektu de Jilin em 6 de janeiro de 2021. Apesar de estar ocupado trabalhando nas cerimônias de abertura e encerramento dos Jogos Olímpicos de Inverno de Pequim em 2022, o diretor de cinema mais estimado da China, Zhang Yimou, ainda conseguiu uma licença de dois meses para filmar Ju ji shou no início de 2021.

## Música
| N.º | Título                        | Cantor(s)             | Duração |  |
| 1.  | "Terra de Ninguém (无人之境)" | Roy Wang Zhuang Yinan |         |  |

## Lançamento
Ju ji shou estava previsto para ser lançado em 30 de julho de 2021 na China, mas foi transferido para 1º de fevereiro de 2022. Foi financiado pela China Film Administration.
Na semana de lançamento, o campeão isolado de bilheteria chinês foi o épico de guerra Lake Changjin II, com US$ 152 milhões no fim de semana de sexta a domingo, confortavelmente à frente da comédia Too Cool to Kill, que arrecadou US$ 111 milhões nos mesmos três dias. Snipers ficou em quinto lugar no fim de semana, com US$ 22,7 milhões. Lake Changjin II completou seus primeiros seis dias nos cinemas chineses com US$ 395 milhões, segundo a Artisan Gateway. Too Cool to Kill arrecadou US$ 217 milhões, à frente de Nice View com US$ 104 milhões, Boonie Bears com US$ 88,8 milhões e Sniper com US$ 41,1 milhões.

## Recepção
Ju ji shou recebeu críticas mistas dos avaliadores. Snipers é ao mesmo tempo um concorrente direto e uma alternativa ao filme Batalha no Lago Changjin II; ambos ambientados na Guerra da Coreia, mas enquanto o campeão do diretor Tsui Hark é um épico de guerra bombástico, "uma extravagância pirotécnica de 149 minutos", o filme dos Zhangs é uma abordagem menor com apenas 96 minutos e mais voltado a um pequeno grupo de soldados em combate. A apresentação do filme não foi considerada tão elegante quanto no outro trabalho de Zhang Yimou, o filme de espionagem Cliff Walkers; e o elenco estrangeiro é composto por atores internacionais da indústria chinesa, o que implica "uma aspereza cômica involuntária". Zhang fora elogiado por seu talento especial em cenas de ação em As Flores da Guerra, de 2011, que teve uma história paralela na introdução de um atirador de elite chinês abatendo tropas japonesas durante a Batalha de Nanquim de 1937.
A narrativa é voltada a facilitar um conjunto de cenários bem executados e com ênfase na geografia espacial desolada da Coreia no inverno. Embora experiente em filmes com temática militar, Snipers é o primeiro filme de Zhang inteiramente ambientado em um campo de batalha de fato. No entanto, o filme é mais um drama psicológico em uma situação de alta pressão do que um filme de guerra histórico, ou de ação bombástica como o seu adversário Lago Changjin II. A maior parte da ação na primeira hora é de gato e rato entre os dois grupos de atiradores de elite enquanto eles se matam e disputam o corpo gravemente ferido do espião do pequeno vale entre eles. A batalha ocorre com a justaposição da engenhosidade econômica camponesa e a força bruta fortemente equipada americana. Um garoto norte-coreano se aproxima do oficial de inteligência caído no meio da terra de ninguém e, na disputa entre as duas equipes atirando para que o garoto traga o oficial para o seu lado, os americanos vencem a disputa atraindo o garoto com comida. Enquanto isso, os chineses têm apenas um binóculo.

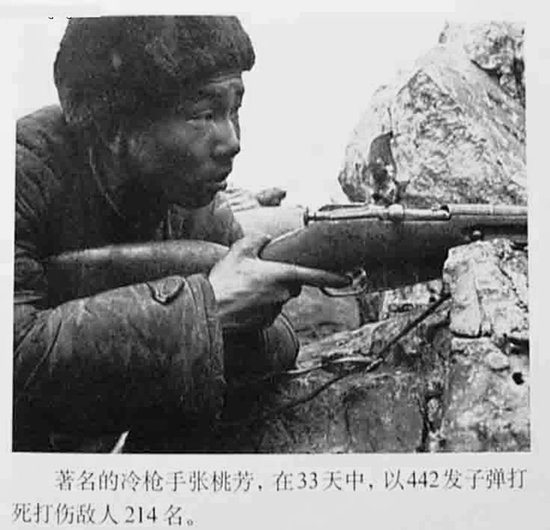
Zhang Taofang com seu fuzil sem luneta. A legenda diz "O conhecido atirador frio Zhang Taofang, ele marcou 214 mortes com 442 tiros em 33 dias."

Os personagens são modelos arquetípicos dos dramas de guerra da televisão chinesa, e criticados como muito superficiais para um filme de cinema. A razão para salvar o oficial de inteligência tem um significado mais amplo do que o mero salvamento de um companheiro, contrastando assim o espírito coletivista chinês com a vingança pessoal do lado americano. O roteiro foi criticado por ser bastante exagerado na ideologia, e os estereótipos dos inimigos da China comunista permanecem em sua maioria os mesmos. Enquanto o grupo de snipers americanos é mostrado como humano, demonstrando cansaço e sentindo saudades de casa, o sniper americano John (Jonathan Andrew Kos-Read) concentra todos os tropos de antiamericanismo da mídia chinesa, sendo um antagonista cruel e obsessivo. O novo comandante de John, o Capitão Williams (Andrew James), aponta que o Congresso dos EUA ordenou que Liu Wenwu fosse capturado vivo, mas John deixa claro que essa não é sua intenção. O protagonista sempre se esforça para despertar o orgulho nacional e repetidamente insta o moral dos soldados "com lágrimas nos olhos", e até mesmo os atiradores americanos, mesmo a a contragosto, admitem a coragem dos seus adversários chineses. A batalha climática entre homem e tanque aproximou-se muito do território implausível de Lobo Guerreiro 2, mas esta sequência evitou o espetáculo em favor da inteligência tática do protagonista.
O próprio Sargento Liu Wenwu (Zhang Yu) foi baseado em um sniper da vida real, Zhang Taofang. Como parte do Exército Voluntário do Povo, ele operou na Colina 614 e fotos de publicidade anunciaram que ele abateu 214 inimigos apenas 33 dias. O número alegado é alto e sujeito a controvérsias, mas os atiradores de elite chineses foram aconselhados pelos soviéticos e treinados em um padrão elevado. Eles foram armados com fuzis Mosin-Nagant, mas em sua maioria sem as lunetas PU, e a foto de Zhang Taofang o mostra usando apenas miras de ferro; um outro demonstrativo da disparidade de riqueza entre os adversários, tal qual mostrado no filme.
A co-diretora Zhang Mo estudou nos Estados Unidos e foi elogiada por sua direção nas sequências do exército americano, as quais são em inglês. Snipers foi elogiado como o primeiro filme da China continental a tornar um inimigo ocidental pelo menos meio credível e com um diálogo bastante natural; pelo menos até o final, qualificado como "maníaco" e "onde os estereótipos habituais se reafirmam". Emergindo rapidamente como personalidade, Jonathan Kos-Read, de 48 anos e nascido em Nova York, o estrangeiro favorito de longa data da indústria chinesa continental, foi celebrado como estando em seu maior papel até o momento como o obsessivo atirador "ianque".